# Лауххајм
Лауххајм (њем. Lauchheim) град је у њемачкој савезној држави Баден-Виртемберг. Једно је од 42 општинска средишта округа Осталб. Према процјени из 2010. у граду је живјело 4.663 становника. Посједује регионалну шифру (AGS) 8136038.

## Географски и демографски подаци
Лауххајм се налази у савезној држави Баден-Виртемберг у округу Осталб. Град се налази на надморској висини од 492 метра. Површина општине износи 40,9 km². У самом граду је, према процјени из 2010. године, живјело 4.663 становника. Просјечна густина становништва износи 114 становника/km².